# MOL Petrolkémia Zrt.
A MOL Petrolkémia Zrt. (1962 és 2015 között Tiszai Vegyi Kombinát (TVK), 1962-ig Tiszavidéki Vegyi Kombinát) a MOL 100%-os tulajdonában levő petrolkémiai vállalat Tiszaújvárosban, Borsod-Abaúj-Zemplén vármegyében.
A Coface CEE Top 500 rangsor szerint 2021-ben Magyarország 21. és Közép- és Kelet-Európa 131. legnagyobb forgalmú vállalata. 2022-ben nem szerepelt az 500-as listán.

## A vállalat története
A vállalat története Tiszapalkonya határában létesítendő új hőerőmű beruházással kezdődött, 1951-ben. A villamosenergia-termelés lehetőséget teremtett a vegyipar telepítéséhez is.

### 1951–1961 - Gázüzem, műgyantagyártás, műtrágyagyártás
1952. október 13-án az Országos Tervhivatal elfogadta a Tiszapalkonyai Földgáz Kombinát létrehozásának beruházási programját. 1952. december 29-én döntötték el, hogy az üzemet a tiszapalkonyai Tiszapalkonyai Hőerőmű Vállalat (Tiszai Erőmű Vállalat jogelődje) mellett kell felépíteni, így oldva meg a szükséges energiaellátást. 1953. január 16-án a Minisztertanács megalapította a Tiszavidéki Vegyi Kombinátot mint a beruházások irányításáért felelős vállalatot.
A következő években a beruházási terveket számos alkalommal módosították, majd 1955 szeptember elején megkezdődött az üzem építése. Az új gyáróriást a Tisza árterére tervezték, ezért nagyszabású tereprendezés vált szükségessé. Az építkezésen dolgozók a második ötéves terv keretében négy esztendő alatt 700 000 köbméter földet mozgattak meg, és csaknem egymillió köbméter anyagot építettek be.
1959-re fejeződött be a tervezési feladat, amely évi 100 000 tonna ammóniát, és annak felhasználásával 210 000 tonna ammonnitrátot és 10 000 tonna karbamidot termelő üzem létrehozását tartalmazta. A tervek szerint a kombinát 1965-re készült volna el.
A TVK első működő egysége a Romániából érkező gáz fogadásához szükséges Gázüzem volt. A gázvezetékből és a gázfogadó állomásból álló üzemegység 1959. október 21-én kezdte meg működését. 1958 áprilisában megszületett a Lakkfesték és Műgyantagyár beruházási programja. Az eredetileg Kőbányára tervezett gyár 1961 januárjában kezdte meg a termelést. 1956-ot követően előtérbe került a mezőgazdaság fejlesztése. A megnövekedett műtrágyaigény kielégítésére – a román földgázra alapozva – nitrogénműtrágya-gyárat létesítettek a TVK-nál. A Műtrágyagyár építése 1961-ben indult és három évig tartott. A beruházás közepén, 1962. március 22-én kapta a gyár az évtizedekig viselt Tiszai Vegyi Kombinát elnevezést.

### 1962–1970 - Műtrágyagyártás, műanyag-feldolgozás, petrolkémia
A gyár egységei közül elsőként a Savüzem kezdett működni 1964. augusztus 15-én. Nyersanyagként eleinte a Borsodi Vegyi Kombináttól vásároltak cseppfolyós ammóniát, majd 1964 októberétől önállóan állították elő. 1965. április 23-án sikeresen befejezték a próbaüzemet, majd a már teljes kapacitással működő Tiszai Vegyi Kombinátot 1965. november 29-én avatta fel Fock Jenő, a Minisztertanács elnökhelyettese. Az üzem kapacitásának bővítésével 1965-ben 200 000 tonna, 1968-tól már fél millió tonna nitrogén-műtrágyát állítottak elő.
A műanyag-feldolgozás alapjait 1966-ban teremtette meg a vállalat, a polietilén zsákot és mezőgazdasági fóliát gyártó üzem létrehozásával. A műtrágya ettől kezdve az időjárásnak ellenálló polietilén zsákokba került. Így nemcsak könnyen szállíthatóvá, hanem a szabadban történő tárolásra is alkalmassá vált. 1967-ben a Gépgyárban is beindult a munka. Az itt dolgozók feladata a gépek, berendezések üzemben tartása, javítása, az időszakos átvizsgálások és hitelesítések elvégzése volt.
A petrolkémiai tevékenység 1970-ben az I.C.I. technológián alapuló, első polietiléngyár üzembe helyezésével kezdődött. A hetvenes évek közepén a gyáregység kapacitása több mint kétszeresére növekedett. Az évek során speciális polietiléntípusokat állítottak elő, melyeket számos területen használtak a csomagolóeszköz-gyártástól a kábeliparig.
A szocialista gazdasági integráció keretében 1970-ben kötötték meg a Magyar-Szovjet Olefinkémiai Egyezményt, mely megteremtette a nagyobb léptékű petrolkémiai fejlesztések alapját. Az együttműködés első lépcsője az 1975-ben felavatott Olefingyár létrehozása volt. Az itt előállított etilénre és propilénre alapozva telepítették a későbbiekben a polietilén- és polipropiléngyárakat, így lehetővé vált a műanyag alapanyag-termelés dinamikus fejlődése.

### 1971-1990 - Polipropilén, polietilén és geotextília
A hazai igények további kielégítésére, valamint új exportlehetőségek teremtéséért épült meg a Hercules technológián alapuló polipropiléngyár. Az üzem 1978-ban kezdett termelni. Az előállított anyag alkalmas volt fröccsöntési célra, kisebb edények, flakonok fújására, illetve pántoló szalagok és fóliák gyártására.
A polipropilén iránti igény hatására az 1980-as esztendő végén döntés született egy újabb gyár létesítéséről. A Sumitumo technológiával működő üzemben a termelés 1983-ban indult meg. A magyar vegyipar történetében először itt valósult meg a teljes körű mikroprocesszoros irányítás.
A nagysűrűségű polietilént előállító HDPE üzemben a termelés 1986. augusztus 21-én indulhatott el. A Phillips technológiájú üzemben közepes és nagysűrűségű polietilén előállítása vált lehetővé. A gyártást olyan ellenőrző számítógép hálózat felügyeli, amely automatikusan állítja be az optimális termelési és termékminőségi paramétereket.
1986-ban kezdte meg termelését a Geotextilia-üzem, ahol évente 17 millió négyzetméter nem szőtt textíliát gyártottak. A termék gázvezetékek szigetelésére, valamint szőnyegalátétek és szűrők gyártására alkalmas, emellett építőipari szigetelőanyagként, útépítéseknél pedig vízelvezető és stabilizáló rétegként is alkalmazható.

### 1991-2000 - Részvénytársasági forma, privatizáció
1991 őszén ismét üzemavatásra került sor. Az átadott BASF technológiát alkalmazó üzem kissűrűségű polietilén granulátumot állít elő.
Az 1990-es évek elején a megváltozott gazdasági és szervezeti követelmények a Tiszai Vegyi Kombinátot sem kerülték el. Ennek megfelelően a gyárkomplexum 1992. január 1-jétől részvénytársasági formában folytatta működését.
A TVK folyamatos fejlődése a 80-as évek végén megtorpant. A kedvezőtlen piaci környezet, az 1994-ig elhúzódó petrolkémiai recesszió jelentősen befolyásolta az eredményességet. A magas alapanyagárakat nem tudta a cég a termékei értékében realizálni. Ezért a fő profilhoz nem tartozó tevékenységeiket végző üzemegységeket gazdasági társaságokká alakították át, a nem versenyképes tevékenységeiket pedig felszámolták. Az ammóniagyártást 1992-ben, a műtrágyagyártást 1995-ben szüntették meg.
1995 az átszervezés jegyében telt. A dinamikusan bővülő termelésnövekedés mellett a szervezet korszerűsítése érdekében folyamatos változtatásokat hajtottak végre.
A vállalat privatizációjára a következő évben, 1996-ban került sor. 2000-ben már Európa legkorszerűbb polipropiléngyárának átadása következett. A PP-4 építése 1998 novemberében kezdődött, és 2000 márciusában már kereskedelmi minőségű termék hagyta el a gyárat.
A vállalat 1999-ben új stratégiai tervet dolgozott ki. Két fő eleme a petrolkémiai tevékenység erősítése és a szorosan nem a fő tevékenységhez kapcsolódó területek értékesítése volt.

### 2001-től napjainkig - A Petrolkémiai Fejlesztési Projekt
A közel 120 milliárd forintos befektetés fordulópontot jelentett. 2005-ben egy új olefingyár és egy új polietiléngyár kezdhette meg a termelést. A projekt magában foglalja a cég 2000-ben üzembe helyezett polipropiléngyárának intenzifikálását is. Ezzel a rendkívül tőkeigényes beruházással a TVK jelenlegi etiléntermelő kapacitása 70%-kal, polimertermelő-képessége pedig 35%-kal növekedett.
A Tiszai Vegyi Kombinát Nyilvánosan Működő Részvénytársaság ma Magyarország legnagyobb vegyipari komplexuma. Integrált termelő vállalat, amely vegyipari benzin és gázolaj felhasználásával etilént és propilént állít elő, amit világszínvonalú technológiáival kis-, közepes- és nagysűrűségű polietilénné, valamint polipropilénné dolgoz fel.